# Filolao
Filolào (in greco antico: Φιλόλαος?, Philólaos; Crotone, 470 a.C. – Tebe, 390 a.C.) è stato un filosofo, astronomo e matematico greco antico.

## Biografia
Secondo Diogene Laerzio, nacque a Crotone. Si ritiene sia stato un pitagorico della seconda generazione. Per primo contribuì a esportare il pensiero della scuola pitagorica fuori dai confini ellenici. Fu il maestro di Archita e venne menzionato da Platone.
Contemporaneo di Socrate, negli ultimi decenni del V secolo a.C. visse a Tebe, e «morì condannato, sospettato di aspirare alla tirannide».

## Concezione astronomica

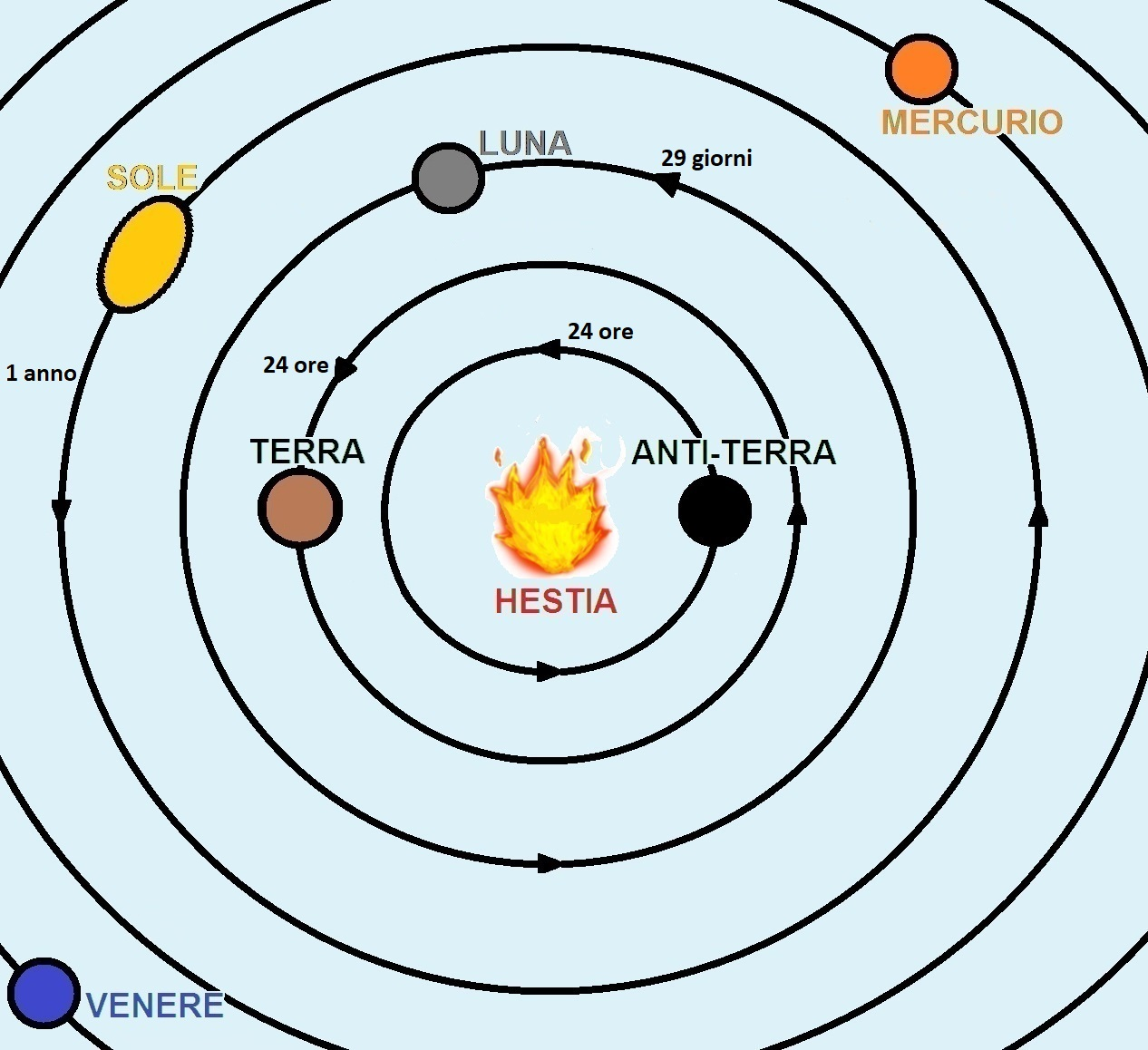
Hestia, Terra e Antiterra nel modello cosmico di Filolao: l'emisfero abitato della Terra era solo quello illuminato dal Sole, concepito come una grossa lente vitrea, che rifletteva la luce proveniente dal Fuoco centrale. Hestia e Antiterra risultavano non visibili perché situati dalla parte opposta del lato abitato della Terra.

Nel campo dell'astronomia, la sua impostazione filosofica lo spinse a ritenere che la Terra, essendo un corpo imperfetto, fosse affiancata da un pianeta gemello e rivestisse un ruolo marginale nel sistema solare, attribuendo invece la massima importanza a un "fuoco centrale", chiamato Hestia, ovvero la sede di Zeus, centro dell'attività cosmica. Due secoli prima dei calcoli di Eratostene (276-194 a.C.), egli sostenne così un modello non geocentrico.
Al centro dell'universo vi era dunque un grande Fuoco attorno al quale ruotavano in senso antiorario dieci corpi: la Terra, l'Antiterra, la Luna, il Sole, Mercurio, Venere, Marte, Giove e Saturno, e il cielo delle stelle fisse interpretato come un fuoco esterno.
I dieci corpi si trovavano lontani dal Fuoco centrale secondo distanze proporzionali a fattori del numero 3, un numero ritenuto sacro dai pitagorici. I rapporti numerici tra i pianeti costituivano un'armonia, un ordine perfetto, percepibile dalle menti più sviluppate come intelligenza sonora, chiamata anche musica delle sfere.
Viene attribuita a Filolao la formalizzazione del ruolo del numero nei modelli fisici con la proposizione: «Tutte le cose conosciute posseggono un numero e nulla possiamo comprendere e conoscere senza di questo».

### Genesi e durata dell'universo
Secondo Filolao, l'universo si è generato dal vuoto dell'apeiron attraverso il ritmo della respirazione cosmica costituito da inspirazione ed espirazione, scandito dalla Diade, dualità di numeri pari e dispari.
La dialettica dei principi dell'Uno e della Diade viene completata dalla Sacra Triade pitagorica o orfica, fondamento del molteplice sensibile rappresentato in forma di triangolo equilatero. 
Il numero 4 completava infine i misteri costitutivi dell'universo matematico e geometrico, formando la sacra tetrade che diveniva a sua volta decade.
Filolao accettò il "Grande anno" di 59 anni solari ipotizzato da Enopide di Chio. Rileva Giovanni Virginio Schiaparelli (1835-1910), astronomo e storico dell'astronomia antica:
Ma dal punto di vista Pitagorico il mondo doveva essere regolato secondo i misteri dei numeri; e sotto tale riguardo il grande anno filolaico era veramente meraviglioso. Poiché il numero delle sue lunazioni, cioè 729, era il quadrato del numero 27, che esso stesso è il cubo del sacro numero 3. II numero 364 1/2 dei giorni contenuti in un anno godeva poi di analoga proprietà. Contando infatti come unità separata di tempo la parte chiara del giorno e la notte scura come un'altra unità (siccome è prescritto dalla natura stessa delle cose), il numero di tali unite diurne e notturne contenute in un anno riusciva il doppio di 364 e 1/2, cioè di nuovo 729, cubo-quadrato di 3; onde questo risultava tanto dal Sole quanto dalla Luna.»
(Giovanni Schiaparelli, Scritti sulla storia della astronomia antica, Bologna, N. Zanichelli, 1926, parte I, Scritti editi, tomo II, p. 254 e segg.)
A Filolao è intitolato un omonimo cratere sulla Luna.

## Bibliografia

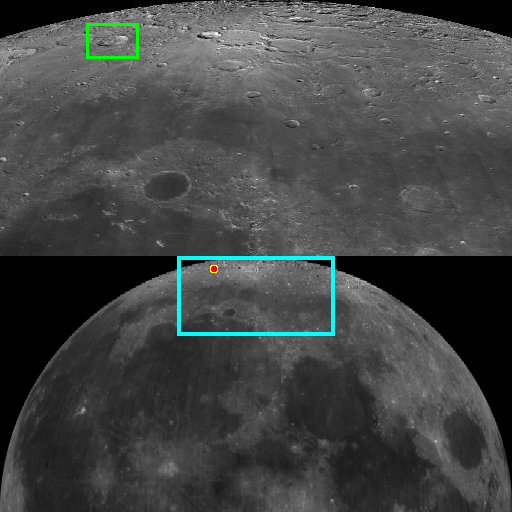
Il cratere lunare Filolao, così chiamato in onore del filosofo omonimo.